# Waipoua (rivière de Wellington)

La rivière Waipoua  (en anglais : Waipoua River) est un cours d’eau de la région de Wellington situé dans l’île du Nord de la Nouvelle-Zélande.

## Géographie
Elle s’écoule vers le sud à partir du flanc est de la chaîne de Tararua, passant à travers la ville de Masterton avant d’atteindre le fleuve Ruamahanga dans les faubourgs au sud-est de la ville.